# Belgrade (Nebraska)
Belgrade é uma vila localizada no estado americano de Nebraska, no Condado de Nance.

## Demografia
Segundo o censo americano de 2000, a sua população era de 134 habitantes.
Em 2006, foi estimada uma população de 122, um decréscimo de 12 (-9.0%).

## Geografia
De acordo com o United States Census Bureau, a localidade tem uma área de 0,5 km², sem área coberta por água. Belgrade localiza-se a aproximadamente 529 m acima do nível do mar. 

## Localidades na vizinhança
O diagrama seguinte representa as localidades num raio de 28 km ao redor de Belgrade.